# دلینگر (دهانه)
دلینگر یک دهانه برخوردی در ماه‌ است.

## دهانه‌های اقماری
این دهانه ۲ دهانه اقماری دارد.
| Dellinger | عرض جغرافیایی | طول جغرافیایی | قطر          |
| --------- | ------------- | ------------- | ------------ |
| B         | ۵.۵° S        | ۱۴۱.۱° E      | ۵۳.۰ کیلومتر |
| U         | ۶.۳° S        | ۱۳۶.۸° E      | ۱۶.۰ کیلومتر |